# Твін-Лейкс (Вірджинія)
Твін-Лейкс (англ. Twin Lakes) — переписна місцевість (CDP) в США, в окрузі Ґрін штату Вірджинія. Населення — 1602 особи (2020).

## Географія
Твін-Лейкс розташований за координатами 38°14′59″ пн. ш. 78°26′34″ зх. д. / 38.24972° пн. ш. 78.44278° зх. д. (38.249804, -78.442772).  За даними Бюро перепису населення США в 2010 році переписна місцевість мала площу 3,32 км², з яких 3,08 км² — суходіл та 0,24 км² — водойми.

## Демографія
Згідно з переписом 2010 року, у переписній місцевості мешкало 1647 осіб у 530 домогосподарствах у складі 416 родин. Густота населення становила 496 осіб/км².  Було 553 помешкання (166/км²).
Расовий склад населення:
| - 81,5 % — білих - 9,5 % — чорних або афроамериканців - 1,8 % — азіатів - 0,2 % — корінних американців - 0,1 % — вихідців з тихоокеанських островів - 4,0 % — осіб інших рас |

До двох чи більше рас належало 3,0 %. Частка іспаномовних становила 6,0 % від усіх жителів.
За віковим діапазоном населення розподілялося таким чином: 31,1 % — особи молодші 18 років, 63,6 % — особи у віці 18—64 років, 5,3 % — особи у віці 65 років та старші. Медіана віку мешканця становила 31,4 року. На 100 осіб жіночої статі у переписній місцевості припадало 98,0 чоловіків;  на 100 жінок у віці від 18 років та старших — 92,4 чоловіків також старших 18 років.
Середній дохід на одне домашнє господарство  становив 65 600 доларів США (медіана — 62 404), а середній дохід на одну сім'ю — 64 312 долари (медіана — 62 500). Медіана доходів становила 50 273 долари для чоловіків та 41 429 доларів для жінок. За межею бідності перебувало 9,2 % осіб, у тому числі 9,6 % дітей у віці до 18 років та 31,8 % осіб у віці 65 років та старших.
Цивільне працевлаштоване населення становило 795 осіб. Основні галузі зайнятості: освіта, охорона здоров'я та соціальна допомога — 34,1 %, публічна адміністрація — 14,3 %, роздрібна торгівля — 12,1 %.